# Cienfuegosia argentina
Cienfuegosia argentina är en malvaväxtart som först beskrevs av Carl Ernst Otto Kuntze, och fick sitt nu gällande namn av Gürke. Cienfuegosia argentina ingår i släktet Cienfuegosia och familjen malvaväxter. Inga underarter finns listade i Catalogue of Life.